# Жерш Роман Валерійович
Роман Валерійович Жерш (нар. 2 грудня 1985, Ковель, Волинська область, УРСР, СРСР) — український футболіст, півзахисник «Ковеля-Волині».
Виступав за команди ФК «Ковель-Волинь», «Волинь», «Волинь-д», «Борисфен-2», ФК «Ковель-Волинь-2», «Іква», «Закарпаття», «Нива» (Тернопіль), «Зірка» (Кіровоград), також грав за збірну України U-17.
У липні 2011 було оголошено про перехід Жерша до армянського «Титана», але так і не провівши за команду жодного матчу, Роман Жерш перейшов до аматорського «Ковеля-Волині», який виступав у чемпіонаті Волинської області.
2014 року виступав за аматорський футбольний клуб «Малинськ» в чемпіонаті Рівненської області та кубку України серед аматорів.
У 2015 році Роман Жерш виступав в чемпіонаті Львівської області за аматорський футбольний клуб «Гірник» (Соснівка).

## Досягнення
- Володар Кубка Білорусі: 2006-07